# Dacinae
Dacinae zijn een onderfamilie van insecten uit de orde vliegen en muggen of tweevleugeligen (Diptera).

## Taxonomie
De volgende taxa zijn bij de onderfamilie ingedeeld:
- Tribus Ceratitidini
  - Geslacht Capparimyia (3 soorten)
    - Capparimyia bipustulata
    - Capparimyia melanaspis
    - Capparimyia savastani

  - Geslacht Carpophthoromyia (12 soorten)
    - Carpophthoromyia debeckeri De Meyer, 2006
    - Carpophthoromyia dimidiata Bezzi, 1924
    - Carpophthoromyia dividua De Meyer, 2006
    - Carpophthoromyia flavofasciata De Meyer, 2006
    - Carpophthoromyia interrupta De Meyer, 2006
    - Carpophthoromyia litterata (Munro, 1933)
    - Carpophthoromyia nigribasis (Enderlein, 1920)
    - Carpophthoromyia procera (Enderlein, 1920)
    - Carpophthoromyia pseudotritea Bezzi, 1918
    - Carpophthoromyia radulata De Meyer, 2006
    - Carpophthoromyia schoutedeni De Meyer, 2006
    - Carpophthoromyia scutellata (Walker, 1853)
    - Carpophthoromyia speciosa Hancock, 1984
    - Carpophthoromyia tessmanni (Enderlein, 1920)
    - Carpophthoromyia tritea (Walker, 1849)
    - Carpophthoromyia virgata De Meyer, 2006
    - Carpophthoromyia vittata (Fabricius, 1794)

  - Geslacht Ceratitella (8 soorten)
    - Ceratitella bifasciata
    - Ceratitella inthanona
    - Ceratitella loranthi
    - Ceratitella nitida
    - Ceratitella recondita
    - Ceratitella schlingeri
    - Ceratilella solomonensis Hancock & Drew, 2003
    - Ceratitella tomentosa

  - Geslacht Ceratitis (78 soorten)
  - Geslacht Eumictoxenus (1 soort)
  - Geslacht Neoceratitis (5 soorten)
    - Neoceratitis asiatica
    - Neoceratitis chirinda
    - Neoceratitis cyanescens
    - Neoceratitis efflatouni

  - Geslacht Nippia (2 soorten)
  - Geslacht Paraceratitella (4 soorten)
  - Geslacht Paratrirhithrum (1 soort)
  - Geslacht Perilampsis (15 soorten)
  - Geslacht Trirhithrum (37 soorten)
  - Geslacht Xanthorrachista (1 soort)
- Tribus Dacini
  - Geslacht Bactrocera Macquart, 1835
    - Bactrocera abbreviata (Hardy, 1974)
    - Bactrocera abdofuscata (Drew, 1971)
    - Bactrocera abdolonginqua (Drew, 1971)
    - Bactrocera abdomininigra Drew, 1989
    - Bactrocera abdonigella (Drew, 1971)
    - Bactrocera aberrans (Hardy, 1951)
    - Bactrocera abscondita (Drew & Hancock, 1981)
    - Bactrocera absidata Drew, 1989
    - Bactrocera abundans Drew, 1989
    - Bactrocera aceraglans White & Evenhuis, 1999
    - Bactrocera aceromata White & Evenhuis, 1999
    - Bactrocera aemula Drew, 1989
    - Bactrocera aenigmatica (Malloch, 1931)
    - Bactrocera aeroginosa (Drew & Hancock, 1981)
    - Bactrocera aethriobasis (Hardy, 1973)
    - Bactrocera affinibancroftii Drew & Romig, 2013
    - Bactrocera affinidorsalis (Hardy, 1982)
    - Bactrocera affinis (Hardy, 1954)
    - Bactrocera aglaiae (Hardy, 1951)
    - Bactrocera aithogaster Drew, 1989
    - Bactrocera albistrigata de Meijere, 1911
    - Bactrocera allwoodi (Drew, 1979)
    - Bactrocera alyxiae (May, 1953)
    - Bactrocera amarambalensis Drew, 2002
    - Bactrocera ampla (Drew, 1971)
    - Bactrocera amplexa (Munro, 1984)
    - Bactrocera amplexiseta (May, 1962)
    - Bactrocera andamanensis (Kapoor, 1971)
    - Bactrocera anfracta Drew, 1989
    - Bactrocera angustifasciata Drew, 1989
    - Bactrocera anomala (Drew, 1971)
    - Bactrocera anthracina (Drew, 1971)
    - Bactrocera antigone (Drew & Hancock, 1981)
    - Bactrocera apicofuscans White & Tsuruta, 2001
    - Bactrocera apiconigroscutella Drew, 2002
    - Bactrocera apicopicta Drew & Romig, 2013
    - Bactrocera aquila (Drew, 1989)
    - Bactrocera aquilonis (May, 1965)
    - Bactrocera arecae (Hardy & Adachi, 1954)
    - Bactrocera assita Drew, 1989
    - Bactrocera aterrima (Drew, 1972)
    - Bactrocera atra (Malloch, 1938)
    - Bactrocera atrabifasciata Drew & Romig, 2001
    - Bactrocera atramentata (Hering, 1941)
    - Bactrocera atrifemur Drew & Hancock, 1994
    - Bactrocera atriliniellata Drew, 1989
    - Bactrocera aurantiaca (Drew & Hancock, 1981)
    - Bactrocera aurea (May, 1952)
    - Bactrocera avittata Drew & Romig, 2013
    - Bactrocera balagawii Drew, 2011
    - Bactrocera bancroftii (Tryon, 1927)
    - Bactrocera banneri White, 1999
    - Bactrocera barringtoniae (Tryon, 1927)
    - Bactrocera batemani Drew, 1989
    - Bactrocera beckerae (Hardy, 1982)
    - Bactrocera bellisi Drew & Romig, 2013
    - Bactrocera bhutaniae Drew & Romig, 2013
    - Bactrocera biarcuata (Walker, 1865)
    - Bactrocera bidentata (May, 1963)
    - Bactrocera bifasciata (Hardy, 1982)
    - Bactrocera biguttula (Bezzi, 1922)
    - Bactrocera bimaculata Drew & Hancock, 1994
    - Bactrocera binhduongiae Drew & Romig, 2013
    - Bactrocera bipustulata (Bezzi, 1914)
    - Bactrocera bitungiae Drew & Romig, 2013
    - Bactrocera bivittata Lin & Wang, 2005
    - Bactrocera blairiae Drew & Romig, 2013
    - Bactrocera brachycera (Bezzi, 1916)
    - Bactrocera breviaculeus (Hardy, 1951)
    - Bactrocera brevistriata (Drew, 1968)
    - Bactrocera bruneiae Drew & Romig, 2013
    - Bactrocera brunnea (Perkins & May, 1949)
    - Bactrocera brunneola White & Tsuruta, 2001
    - Bactrocera bryoniae (Tryon, 1927)
    - Bactrocera buinensis Drew, 1989
    - Bactrocera bullata Drew, 1989
    - Bactrocera bullifera (Hardy, 1973)
    - Bactrocera buloloensis Drew, 1989
    - Bactrocera cacuminata (Hering, 1941)
    - Bactrocera caledoniensis Drew, 1989
    - Bactrocera caliginosa (Hardy, 1970)
    - Bactrocera calophylli (Perkins & May, 1949)
    - Bactrocera captiva Drew & Romig, 2013
    - Bactrocera carambolae Drew & Hancock, 1994
    - Bactrocera carbonaria (Hendel, 1927)
    - Bactrocera careofascia Drew & Romig, 2013
    - Bactrocera caryeae (Kapoor, 1971)
    - Bactrocera ceylanica Tsuruta & White, 2001
    - Bactrocera cheesmanae (Perkins, 1939)
    - Bactrocera chettalli David & Ranganath, 2016
    - Bactrocera cibodasae Drew & Hancock, 1994
    - Bactrocera cinnabaria Drew & Romig, 2013
    - Bactrocera cinnamea Drew, 1989
    - Bactrocera circamusae Drew, 1989
    - Bactrocera citima (Hardy, 1973)
    - Bactrocera cogani White, 2006
    - Bactrocera cognata (Hardy & Adachi, 1954)
    - Bactrocera collita Drew & Hancock, 1994
    - Bactrocera commensurata Drew & Romig, 2013
    - Bactrocera commina Drew, 1989
    - Bactrocera confluens (Drew, 1971)
    - Bactrocera congener Drew, 1989
    - Bactrocera (Parazeugodacus) conica David & Ramani, 2019
    - Bactrocera consectorata Drew, 1989
    - Bactrocera contermina Drew, 1989
    - Bactrocera contigua Drew, 1989
    - Bactrocera continua (Bezzi, 1919)
    - Bactrocera coracina (Drew, 1971)
    - Bactrocera correcta (Bezzi, 1916)
    - Bactrocera costalis (Shiraki, 1933)
    - Bactrocera curreyi Drew, 1989
    - Bactrocera curtivitta Drew & Romig, 2013
    - Bactrocera curvifer (Walker, 1864)
    - Bactrocera curvipennis (Froggatt, 1909)
    - Bactrocera curvosterna Drew & Romig, 2013
    - Bactrocera dapsiles Drew, 1989
    - Bactrocera daruensis Drew, 1989
    - Bactrocera decumana (Drew, 1972)
    - Bactrocera decurtans (May, 1965)
    - Bactrocera diallagma Drew, 1989
    - Bactrocera diaphana (Hering, 1953)
    - Bactrocera digressa Radhakrishnan, 1999
    - Bactrocera diospyri Drew, 1989
    - Bactrocera dispar (Hardy, 1982)
    - Bactrocera distincta (Malloch, 1931)
    - Bactrocera dongnaiae Drew & Romig, 2013
    - Bactrocera dorsalis (Hendel, 1912)
    - Bactrocera dorsaloides (Hardy & Adachi, 1954)
    - Bactrocera dyscrita (Drew, 1971)
    - Bactrocera ebenea (Drew, 1971)
    - Bactrocera ektoalangiae Drew & Hancock, 1999
    - Bactrocera elongata Drew & Romig, 2013
    - Bactrocera endiandrae (Perkins & May, 1949)
    - Bactrocera enochra (Drew, 1972)
    - Bactrocera epicharis (Hardy, 1970)
    - Bactrocera erubescentis (Drew & Hancock, 1981)
    - Bactrocera eurycosta Drew & Romig, 2013
    - Bactrocera exigua (May, 1958)
    - Bactrocera eximia Drew, 1989
    - Bactrocera expandens (Walker, 1859)
    - Bactrocera exspoliata (Hering, 1941)
    - Bactrocera facialis (Coquillett, 1909)
    - Bactrocera fagraea (Tryon, 1927)
    - Bactrocera fastigata Tsuruta & White, 2001
    - Bactrocera fergussoniensis Drew, 1989
    - Bactrocera fernandoi Tsuruta & White, 2001
    - Bactrocera finitima Drew, 1989
    - Bactrocera flavinotus (May, 1957)
    - Bactrocera flavipennis (Hardy 1982)
    - Bactrocera flavoscutellata Lin & Wang, 2005
    - Bactrocera flavosterna Drew & Romig, 2013
    - Bactrocera floresiae Drew & Hancock, 1994
    - Bactrocera frauenfeldi (Schiner, 1868)
    - Bactrocera froggatti (Bezzi, 1928)
    - Bactrocera fuliginus (Drew & Hancock, 1981)
    - Bactrocera fulvicauda (Perkins, 1939)
    - Bactrocera fulvifacies (Perkins, 1939)
    - Bactrocera fulvifemur Drew & Hancock, 1994
    - Bactrocera fulvosterna Drew & Romig, 2013
    - Bactrocera furcata David & Hancock, 2017
    - Bactrocera furfurosa Drew, 1989
    - Bactrocera furvescens Drew, 1989
    - Bactrocera furvilineata Drew, 1989
    - Bactrocera fuscalata Drew, 1989
    - Bactrocera fuscitibia Drew & Hancock, 1994
    - Bactrocera fuscoformosa Drew & Romig, 2013
    - Bactrocera fuscohumeralis White & Evenhuis, 1999
    - Bactrocera fuscolobata Drew & Romig, 2013
    - Bactrocera fuscoptera Drew & Romig, 2013
    - Bactrocera garciniae Bezzi, 1913
    - Bactrocera gnetum Drew & Hancock, 1995
    - Bactrocera gombokensis Drew & Hancock, 1994
    - Bactrocera grandifasciata White & Evenhuis, 1999
    - Bactrocera grandistylus Drew & Hancock, 1995
    - Bactrocera halfordiae (Tryon, 1927)
    - Bactrocera halmaherae Drew & Romig, 2013
    - Bactrocera hantanae Tsuruta & White, 2001
    - Bactrocera harrietensis Ramani & David, 2016
    - Bactrocera hastigerina (Hardy, 1954)
    - Bactrocera hispidula (May, 1958)
    - Bactrocera hollingsworthi Drew & Romig, 2001
    - Bactrocera holtmanni (Hardy, 1974)
    - Bactrocera humilis (Drew & Hancock, 1981)
    - Bactrocera hyalina (Shiraki, 1933)
    - Bactrocera hypomelaina Drew, 1989
    - Bactrocera icelus (Hardy, 1974)
    - Bactrocera illusioscutellaris Drew & Romig, 2013
    - Bactrocera impunctata (de Mejeire, 1914)
    - Bactrocera incompta Drew & Romig, 2013
    - Bactrocera inconspicua Drew & Romig, 2013
    - Bactrocera inconstans Drew, 1989
    - Bactrocera indecora (Drew 1971)
    - Bactrocera indonesiae Drew & Hancock, 1994
    - Bactrocera infulata Drew & Hancock, 1994
    - Bactrocera invisitata Drew, 1989
    - Bactrocera involuta (Hardy, 1982)
    - Bactrocera irvingiae Drew & Hancock, 1994
    - Bactrocera ismayi Drew, 1989
    - Bactrocera jaceobancroftii Drew & Romig, 2013
    - Bactrocera jarvisi (Tryon, 1927)
    - Bactrocera kalimantaniae Drew & Romig, 2013
    - Bactrocera kanchanaburi Drew & Hancock ,1994
    - Bactrocera kandiensis Drew & Hancock, 1994
    - Bactrocera kelaena Drew, 1989
    - Bactrocera kinabalu Drew & Hancock, 1994
    - Bactrocera kirki (Froggatt, 1910)
    - Bactrocera kohkongiae Leblanc, 2015
    - Bactrocera kraussi (Hardy, 1951)
    - Bactrocera kuniyoshii (Shiraki, 1968)
    - Bactrocera laithieuiae Drew & Romig, 2013
    - Bactrocera lampabilis (Drew, 1971). Asia-Pacific
    - Bactrocera lata (Perkins 1938). Asia-Pacific
    - Bactrocera lateritaenia Drew & Hancock, 1994
    - Bactrocera laticaudus (Hardy, 1950)
    - Bactrocera laticosta Drew, 1989
    - Bactrocera latifrons (Hendel, 1915)
    - Bactrocera latilineata Drew, 1989
    - Bactrocera latilineola Drew & Hancock, 1994
    - Bactrocera latissima Drew, 1989
    - Bactrocera limbifera (Bezzi, 1919)
    - Bactrocera linduensis Drew & Romig, 2013
    - Bactrocera lineata (Perkins, 1939)
    - Bactrocera lombokensis Drew & Hancock, 1994
    - Bactrocera longicornis Macquart, 1835
    - Bactrocera lucida (Munro, 1939)
    - Bactrocera luteola (Malloch, 1931)
    - Bactrocera maculigera Doleschall, 1858
    - Bactrocera makilingensis Drew & Hancock, 1994
    - Bactrocera malaysiensis Drew & Hancock, 1994
    - Bactrocera mamaliae Drew & Romig, 2013
    - Bactrocera manskii (Perkins & May, 1949)
    - Bactrocera matsumurai (Shiraki, 1933)
    - Bactrocera mayi (Hardy, 1951)
    - Bactrocera mcgregori (Bezzi, 1919)
    - Bactrocera mediorufula Drew & Romig, 2013
    - Bactrocera megaspilus (Hardy, 1982)
    - Bactrocera melania (Hardy & Adachi, 1954)
    - Bactrocera melanogaster Drew, 1989
    - Bactrocera melanoscutata Drew, 1989
    - Bactrocera melanothoracica Drew, 1989
    - Bactrocera melanotus (Coquillett, 1909)
    - Bactrocera melas (Perkins & May, 1949)
    - Bactrocera melastomatos Drew & Hancock, 1994
    - Bactrocera memnonia (Drew, 1989)
    - Bactrocera menanus (Munro, 1984)
    - Bactrocera mendosa (May, 1958)
    - Bactrocera merapiensis Drew & Hancock, 1994
    - Bactrocera mesomelas (Bezzi, 1908)
    - Bactrocera mesonotaitha Drew, 1989
    - Bactrocera mesonotochra Drew, 1989
    - Bactrocera mimulus Drew, 1989
    - Bactrocera minax (Enderlein, 1920)
    - Bactrocera minuscula Drew & Hancock, 1994
    - Bactrocera minuta (Drew, 1971)
    - Bactrocera moluccensis (Perkins, 1939)
    - Bactrocera montyanus (Munro, 1984)
    - Bactrocera morobiensis Drew, 1989
    - Bactrocera morula Drew, 1989
    - Bactrocera mucronis (Drew, 1971)
    - Bactrocera muiri (Hardy & Adachi, 1954)
    - Bactrocera munroi White, 2004
    - Bactrocera murrayi (Perkins, 1939)
    - Bactrocera musae (Tryon, 1927)
    - Bactrocera mutabilis (May, 1952)
    - Bactrocera nanoarcuata Drew & Romig, 2013
    - Bactrocera nationigrotibialis Drew & Romig, 2013
    - Bactrocera naucleae Drew & Romig, 2001
    - Bactrocera neoarecae Drew, 2002
    - Bactrocera neocheesmanae Drew, 1989
    - Bactrocera neocognata Drew & Hancock, 1994
    - Bactrocera neofulvicauda Drew & Romig, 2013
    - Bactrocera neohumeralis (Hardy, 1951)
    - Bactrocera neonigrita Drew, 1989
    - Bactrocera neonigrotibialis Drew, 2002
    - Bactrocera neopagdeni Drew, 1989
    - Bactrocera neopropinqua Drew & Hancock, 1994
    - Bactrocera neoritsemai Drew & Romig, 2013
    - Bactrocera neoxanthodes Drew & Romig, 2001
    - Bactrocera nesiotes (Munro, 1984)
    - Bactrocera nigella (Drew, 1968)
    - Bactrocera nigra (Tryon, 1927)
    - Bactrocera nigrescens (Drew, 1968)
    - Bactrocera nigrescentis (Drew, 1971)
    - Bactrocera nigricula (Drew, 1989)
    - Bactrocera nigrifacia Zhang Ji & Chen, 2011
    - Bactrocera nigrifemorata Li & Wang, 2011
    - Bactrocera nigrita (Hardy, 1955)
    - Bactrocera nigrivenata (Munro, 1937)
    - Bactrocera nigrofemoralis White & Tsuruta, 2001
    - Bactrocera nigroscutata White & Evenhuis, 1999
    - Bactrocera nigrotibialis (Perkins, 1938)
    - Bactrocera nigrovittata Drew, 1989
    - Bactrocera notatagena (May, 1953)
    - Bactrocera nothaphoebe Drew & Romig, 2013
    - Bactrocera obfuscata Drew, 1989
    - Bactrocera oblineata Drew, 1989
    - Bactrocera obliqua (Malloch, 1939)
    - Bactrocera obliquivenosa Drew & Romig, 2001
    - Bactrocera obscura (Malloch, 1931)
    - Bactrocera obscurata (de Mejeire, 1911)
    - Bactrocera obscurivitta Drew & Romig, 2013
    - Bactrocera obtrullata White & Evenhuis, 1999
    - Bactrocera occipitalis (Bezzi, 1919)
    - Bactrocera ochracea Drew, 1989
    - Bactrocera ochroma Drew & Romig, 2013
    - Bactrocera ochromarginis (Drew, 1971)
    - Bactrocera ochrosiae (Malloch, 1942)
    - Bactrocera ochroventer Drew & Romig, 2013
    - Bactrocera oleae (Gmelin, 1790)
    - Bactrocera opacovitta Drew & Romig, 2013
    - Bactrocera opiliae (Drew & Hardy, 1981)
    - Bactrocera osbeckiae Drew & Hancock, 1994
    - Bactrocera pacificae Drew & Romig, 2001
    - Bactrocera pagdeni (Malloch, 1939)
    - Bactrocera pallescentis (Hardy, 1955)
    - Bactrocera pallida (Perkins & May, 1949)
    - Bactrocera paraarecae Drew & Romig, 2013
    - Bactrocera parabancroftii Drew, 2011
    - Bactrocera parabarringtoniae Drew & Hancock, 1999
    - Bactrocera paradiospyri Chen Zhou & Li, 2011
    - Bactrocera parafrauenfeldi Drew, 1989
    - Bactrocera parafroggatti Drew & Romig, 2001
    - Bactrocera paralatissima Drew & Romig, 2013
    - Bactrocera paralimbifera Drew & Romig, 2013
    - Bactrocera paramusae Drew, 1989
    - Bactrocera paranigrita Drew & Romi,g 2013
    - Bactrocera paraosbeckiae Drew, 2002
    - Bactrocera paraverbascifoliae Drew, 2002
    - Bactrocera paraxanthodes Drew & Hancock, 1995
    - Bactrocera parvula (Hendel, 1912)
    - Bactrocera passiflorae (Froggatt, 1910)
    - Bactrocera patula Drew & Romig, 2013
    - Bactrocera pectoralis (Walker, 1859)
    - Bactrocera pedestris (Bezzi, 1913)
    - Bactrocera pendleburyi (Perkins, 1938)
    - Bactrocera peneallwoodi Drew & Romig, 2013
    - Bactrocera penebeckerae Drew & Romig, 2013
    - Bactrocera penecognata Drew & Hancock, 1994
    - Bactrocera penecorrecta Drew, 2002
    - Bactrocera penecostalis Drew & Romig, 2013
    - Bactrocera penefurva Drew, 1989
    - Bactrocera peneobscura Drew & Romig, 2001
    - Bactrocera penephaea Drew & Romig, 2013
    - Bactrocera peninsularis (Drew & Hancock, 1981)
    - Bactrocera pepisalae (Froggatt, 1910)
    - Bactrocera perfusca (Aubertin, 1929)
    - Bactrocera perigrapha White & Tsuruta, 2001
    - Bactrocera perkinsi (Drew & Hancock, 1981)
    - Bactrocera pernigra Ito, 1983
    - Bactrocera peterseni (Hardy, 1970)
    - Bactrocera petila Drew, 1989
    - Bactrocera phaea (Drew, 1971)
    - Bactrocera phaleriae (May, 1956)
    - Bactrocera picea (Drew, 1972)
    - Bactrocera pictipennis Lin & Zeng, 2011
    - Bactrocera pisinna Drew, 1989
    - Bactrocera popondettiensis Drew, 1989
    - Bactrocera (Bactrocera) prabhui David, 2019
    - Bactrocera profunda Tsuruta & White, 2001
    - Bactrocera prolixa Drew, 1989. Asia-Pacific
    - Bactrocera propedistincta Drew, 1989
    - Bactrocera propinqua (Hardy & Adachi, 1954)
    - Bactrocera pruniae Drew & Romig, 2013
    - Bactrocera pseudobeckerae Drew & Romig, 2013
    - Bactrocera pseudocucurbitae White, 1999
    - Bactrocera pseudodistincta (Drew, 1971)
    - Bactrocera pseudoversicolor Drew, 2002
    - Bactrocera psidii (Froggatt, 1899)
    - Bactrocera pulchra Tryon, 1927
    - Bactrocera pusilla (Hardy, 1983)
    - Bactrocera pyrifoliae Drew & Hancock, 1994
    - Bactrocera quadrata (May, 1963)
    - Bactrocera quadrisetosa (Bezzi, 1928)
    - Bactrocera quasiinfulata Drew & Romig, 2013
    - Bactrocera quasineonigrita Drew & Romig, 2013
    - Bactrocera quasipropinqua Drew & Hancock, 1994
    - Bactrocera quasisilvicola Drew, 1989
    - Bactrocera raiensis Drew & Hancock, 1994
    - Bactrocera ramuensis Drew, 2011
    - Bactrocera ranganathi Drew & Romig, 2013
    - Bactrocera reclinata Drew, 1989
    - Bactrocera recurrens (Hering, 1941)
    - Bactrocera redunca (Drew, 1971)
    - Bactrocera repanda Drew, 1989
    - Bactrocera resima (Drew, 1971)
    - Bactrocera retrorsa Drew, 1989
    - Bactrocera rhabdota Drew, 1989
    - Bactrocera ritsemai (Weyenbergh, 1869)
    - Bactrocera robertsi Drew, 1989
    - Bactrocera robiginosa (May, 1958)
    - Bactrocera romigae (Drew & Hancock, 1981)
    - Bactrocera rubigina (Wang & Zhao, 1989)
    - Bactrocera rufescens (May, 1967)
    - Bactrocera rufivitta Drew, 2011
    - Bactrocera rufofuscula (Drew & Hancock, 1981)
    - Bactrocera russeola (Drew & Hancock, 1981)
    - Bactrocera rutengiae Drew & Romig, 2013
    - Bactrocera rutila (Hering, 1941)
    - Bactrocera samoae Drew, 1989
    - Bactrocera sapaensis Drew & Romig, 2013
    - Bactrocera satanellus (Hering, 1941)
    - Bactrocera seguyi (Hering, 1939)
    - Bactrocera selenophora Tsuruta & White, 2001
    - Bactrocera sembaliensis Drew & Hancock, 1994
    - Bactrocera setinervis (Malloch, 1938)
    - Bactrocera silvicola (May, 1962)
    - Bactrocera simulata (Malloch, 1939)
    - Bactrocera speculifer (Walker, 1865)
    - Bactrocera speewahensis Fay & Hancock, 2006
    - Bactrocera splendida (Perkins, 1938)
    - Bactrocera strigata (Perkins, 1934)
    - Bactrocera sulawesiae Drew & Hancock, 1994
    - Bactrocera suliae Drew & Romig, 2013
    - Bactrocera sumbawaensis Drew & Hancock, 1994
    - Bactrocera superba Drew & Romig, 2013
    - Bactrocera symplocos Drew & Romig, 2013
    - Bactrocera syzygii White & Tsuruta, 2001
    - Bactrocera tapahensis Drew & Romig, 2013
    - Bactrocera tenuifascia (May, 1965)
    - Bactrocera terminaliae Drew, 1989
    - Bactrocera terminifer (Walker, 1860)
    - Bactrocera ternatiae Drew & Romig, 2013
    - Bactrocera tetrachaeta (Bezzi, 1919)
    - Bactrocera thailandica Drew & Hancock, 1994
    - Bactrocera thistletoni Drew, 1989
    - Bactrocera tigrina (May, 1953)
    - Bactrocera tillyardi (Perkins, 1938)
    - Bactrocera tinomiscii Drew, 1989
    - Bactrocera torresiae Huxam & Hancock, 2006
    - Bactrocera tortuosa White & Evenhuis, 1999
    - Bactrocera toxopeusi (Hering, 1953)
    - Bactrocera trifaria (Drew, 1971)
    - Bactrocera trifasciata (Hardy, 1982)
    - Bactrocera trilineola Drew, 1989
    - Bactrocera trivialis (Drew, 1971)
    - Bactrocera truncata Drew & Romig, 2013
    - Bactrocera tryoni (Froggatt, 1897)
    - Bactrocera tsuneonis (Miyake, 1919)
    - Bactrocera tuberculata (Bezzi, 1916)
    - Bactrocera turneri Drew, 1989
    - Bactrocera umbrosa (Fabricius, 1805)
    - Bactrocera unifasciata (Malloch, 1939)
    - Bactrocera unilineata Drew, 1989
    - Bactrocera unimacula Drew & Hancock, 1994
    - Bactrocera unipunctata (Malloch, 1939)
    - Bactrocera unistriata (Drew, 1971)
    - Bactrocera unitaeniola Drew & Romig, 2001
    - Bactrocera usitata Drew & Hancock, 1994
    - Bactrocera ustulata Drew, 1989
    - Bactrocera uvariae Drew, 2011
    - Bactrocera venefica (Hering, 1938)
    - Bactrocera verbascifoliae Drew & Hancock, 1994
    - Bactrocera versicolor (Bezzi, 1916)
    - Bactrocera visenda (Hardy, 1951)
    - Bactrocera vishnu Drew & Hancock, 1994
    - Bactrocera vulgaris (Drew, 1971)
    - Bactrocera waaiae Drew & Romig, 2013
    - Bactrocera wanangiae Drew & Hancock, 2016
    - Bactrocera warisensis White & Evenhuis, 1999
    - Bactrocera wuzhishana Li & Wang, 2006
    - Bactrocera xanthodes (Broun, 1904)
    - Bactrocera yayeyamana (Matsumara, 1916)
    - Bactrocera yorkensis Drew & Hancock, 1999
    - Bactrocera zonata (Saunders, 1842)

  - Geslacht Dacus Fabricius
    - Dacus abbabae Munro, 1933
    - Dacus abditus (Munro, 1984)
    - Dacus abruptus White, 2009
    - Dacus absonifacies (May, 1956)
    - Dacus acutus White, 2009
    - Dacus adenae (Hering, 1940)
    - Dacus adenionis Munro, 1984
    - Dacus adustus Munro, 1948
    - Dacus aequalis Coquillett, 1909
    - Dacus africanus Adams, 1905
    - Dacus alarifumidus Drew, 1989
    - Dacus albiseta White, 2009
    - Dacus alulapictus Drew, 1989
    - Dacus amberiens (Munro, 1984)
    - Dacus ambonensis Drew & Hancock, 1998
    - Dacus amphoratus (Munro, 1984)
    - Dacus aneuvittatus (Drew, 1971)
    - Dacus annulatus Becker, 1903
    - Dacus apectus White, 2006
    - Dacus apiculatus White, 2006
    - Dacus apostata (Hering, 1937)
    - Dacus apoxanthus Bezzi, 1924
    - Dacus arabicus White, 2006
    - Dacus arcuatus Munro, 1939
    - Dacus armatus Fabricius, 1805
    - Dacus aspilus Bezzi, 1924
    - Dacus atrimarginatus Drew & Hancock, 1998
    - Dacus attenuatus Collart, 1935
    - Dacus axanthinus White & Evenhuis, 1999
    - Dacus axanus (Hering 1938)
    - Dacus badius Drew, 1989
    - Dacus bakingiliensis Hancock, 1985
    - Dacus bannatus Wang, 1990
    - Dacus basifasciatus (Hering, 1941)
    - Dacus bellulus Drew & Hancock, 1981
    - Dacus bequaerti Collart, 1935
    - Dacus bidens (Curran, 1927)
    - Dacus binotatus Loew, 1862
    - Dacus bispinosus (Wang, 1990)
    - Dacus bistrigulatus Bezzi, 1908
    - Dacus bivittatus (Bigot, 1858)
    - Dacus blepharogaster Bezzi, 1917
    - Dacus bombastus Hering, 1941
    - Dacus botianus (Munro, 1984)
    - Dacus brevis Coquillett, 1901
    - Dacus brevistriga Walker, 1861
    - Dacus briani White, 2006
    - Dacus brunnalis White, 2009
    - Dacus calirayae Drew & Hancock, 1998
    - Dacus capillaris (Drew, 1972)
    - Dacus carnesi (Munro, 1984)
    - Dacus carvalhoi (Munro, 1984)
    - Dacus ceropegiae (Munro, 1984)
    - Dacus chamun (Munro, 1984)
    - Dacus chapini Curran, 1927
    - Dacus chiwira Hancock, 1985
    - Dacus chrysomphalus (Bezzi, 1924)
    - Dacus ciliatus Loew, 1862
    - Dacus clinophlebs Hendel, 1928
    - Dacus coenensis Royer & Hancock, 2012
    - Dacus collarti Munro, 1938
    - Dacus congoensis White, 2006
    - Dacus conopsoides de Meijere, 1911
    - Dacus copelandi White, 2006
    - Dacus crabroniformis (Bezzi, 1914)
    - Dacus croceus Munro, 1957
    - Dacus cyathus (Munro, 1984)
    - Dacus delicatus Munro, 1939
    - Dacus deltatus White, 2006
    - Dacus demmerezi (Bezzi, 1917)
    - Dacus devure Hancock, 1985
    - Dacus diastatus Munro, 1984
    - Dacus discipennis (Walker, 1861)
    - Dacus discophorus (Hering, 1956)
    - Dacus discors Drew, 1989
    - Dacus discretus Drew & Romig, 2013
    - Dacus disjunctus (Bezzi, 1915)
    - Dacus dissimilis Drew, 1989
    - Dacus donggaliae Drew & Romig, 2013
    - Dacus dorjii Drew & Romig, 2007
    - Dacus durbanensis Munro, 1935
    - Dacus eclipsis (Bezzi, 1924)
    - Dacus elatus White, 2006
    - Dacus elegans (Munro, 1984)
    - Dacus elutissimus Bezzi, 1924
    - Dacus eminus Munro 1939
    - Dacus erythraeus Bezzi, 1917
    - Dacus esakii (Shiraki, 1939)
    - Dacus etiennellus Munro, 1984
    - Dacus externellus (Munro, 1984)
    - Dacus famona Hancock, 1985
    - Dacus fasciolatus Collart, 1940
    - Dacus feijeni White, 1998
    - Dacus ficicola Bezzi, 1915
    - Dacus fissuratus White, 2006
    - Dacus flavicrus Graham, 1910
    - Dacus fletcheri Drew & Romig, 2007
    - Dacus formosanus (Tseng & Chu, 1983)
    - Dacus freidbergi (Munro, 1984)
    - Dacus frontalis Becker, 1922
    - Dacus fumosus Collart, 1935
    - Dacus fuscatus Wiedemann, 1819
    - Dacus fuscinervis Malloch, 1932
    - Dacus fuscovittatus Graham, 1910
    - Dacus gabonensis White, 2006
    - Dacus ghesquierei Collart, 1935
    - Dacus goergeni De Meyer, White & Goodger, 2013
    - Dacus guineensis Hering, 1944
    - Dacus gypsoides Munro, 1933
    - Dacus hainanus Wang & Zhao, 1989
    - Dacus hamatus Bezzi, 1917
    - Dacus hapalus (Munro, 1984)
    - Dacus hardyi Drew, 1979
    - Dacus hargreavesi (Munro, 1939)
    - Dacus herensis (Munro, 1984)
    - Dacus humeralis (Bezzi, 1915)
    - Dacus hyalobasis Bezzi, 1924
    - Dacus iaspideus Munro, 1948
    - Dacus icariiformis (Enderlein, 1920)
    - Dacus ikelenge Hancock, 1985
    - Dacus impar Drew, 1989
    - Dacus inclytus (Munro, 1984)
    - Dacus indecorus (Hardy, 1974)
    - Dacus infernus (Hardy, 1973)
    - Dacus inflatus Munro, 1939
    - Dacus inornatus Bezzi, 1908
    - Dacus insolitus White, 2009
    - Dacus insulosus Drew & Hancock, 1998
    - Dacus jubatus (Munro, 1984)
    - Dacus kakamega White, 2006
    - Dacus kaplanae White, 2009
    - Dacus kariba Hancock, 1985
    - Dacus katonae Bezzi, 1924
    - Dacus keiseri (Hering, 1956)
    - Dacus kurrensis White, 2009
    - Dacus lagunae Drew & Hancock, 1998
    - Dacus langi Curran, 1927
    - Dacus leongi Drew & Hancock, 1998
    - Dacus limbipennis Macquart, 1843
    - Dacus linearis Collart, 1935
    - Dacus longicornis (Wiedemann, 1830)
    - Dacus longistylus Wiedemann, 1830
    - Dacus lotus (Bezzi, 1924)
    - Dacus lounsburyii Coquillett, 1901
    - Dacus luteovittatus White, 2009
    - Dacus macer Bezzi, 1919
    - Dacus maculipterus Drew & Hancock, 1998
    - Dacus madagascarensis White, 2006
    - Dacus magnificus White, 2009
    - Dacus maprikensis Drew, 1989
    - Dacus marshalli Bezzi, 1924
    - Dacus masaicus Munro, 1937
    - Dacus mayi (Drew, 1972)
    - Dacus maynei Bezzi, 1924
    - Dacus mediovittatus White, 2006
    - Dacus meladassus (Munro, 1984)
    - Dacus melanaspis (Munro, 1984)
    - Dacus melanohumeralis Drew, 1989
    - Dacus melanopectus Drew & Romig, 2013
    - Dacus merzi White, 2006
    - Dacus mirificus (Munro, 1984)
    - Dacus mochii Bezzi, 1917
    - Dacus mulgens Munro, 1932
    - Dacus murphyi Drew & Hancock, 1998
    - Dacus nairobensis White, 2006
    - Dacus namibiensis Hancock & Drew, 2001
    - Dacus nanggalae Drew & Hancock, 1998
    - Dacus nanus Collart, 1940
    - Dacus newmani (Perkins, 1937)
    - Dacus nigriscutatus White, 2006
    - Dacus nigrolateris White, 2006
    - Dacus notalaxus Munro, 1984
    - Dacus nummularius (Bezzi, 1916)
    - Dacus obesus Munro, 1948
    - Dacus okumuae White, 2006
    - Dacus ooii Drew & Hancock, 1998
    - Dacus opacatus Munro, 1948
    - Dacus ortholomatus Hardy, 1982
    - Dacus ostiofaciens Munro, 1932
    - Dacus pallidilatus Munro, 1948
    - Dacus palmerensis Drew, 1989
    - Dacus pamelae (Munro, 1984)
    - Dacus panpyrrhus (Munro, 1984)
    - Dacus parvimaculatus White, 2006
    - Dacus pecropsis Munro, 1984
    - Dacus pedunculatus (Bezzi, 1919)
    - Dacus pergulariae Munro, 1938
    - Dacus persicus Hendel, 1927
    - Dacus petioliforma (May, 1956)
    - Dacus phantoma Hering, 1941
    - Dacus phimis (Munro, 1984)
    - Dacus phloginus (Munro, 1984)
    - Dacus pictus (Hardy, 1970)
    - Dacus plagiatus Collart, 1935
    - Dacus pleuralis Collart, 1935
    - Dacus polistiformis (Senior-White, 1922)
    - Dacus pseudapostata White, 2009
    - Dacus pseudomirificus White, 2009
    - Dacus pulchralis White, 2006
    - Dacus pullescens Munro, 1948
    - Dacus pullus (Hardy, 1982)
    - Dacus punctatifrons Karsch, 1887.
    - Dacus purpurifrons Bezzi, 1924
    - Dacus purus (Curran, 1927)
    - Dacus pusillator (Munro, 1984)
    - Dacus pusillus (May, 1965)
    - Dacus quilicii White, 2006
    - Dacus radmirus Hering, 1941
    - Dacus ramanii Drew & Hancock, 1998
    - Dacus rubicundus Bezzi, 1924
    - Dacus rufoscutellatus (Hering, 1937)
    - Dacus rufus Bezzi, 1915
    - Dacus rugatus Munro, 1984
    - Dacus ruslan (Hering, 1941)
    - Dacus rutilus Munro, 1948
    - Dacus sakeji Hancock, 1985
    - Dacus salamander (Drew & Hancock, 1981)
    - Dacus santongae Drew & Hancock, 1998
    - Dacus satanas (Hering, 1939)
    - Dacus scaber Loew, 1862
    - Dacus schoutedeni Collart, 1935
    - Dacus secamoneae Drew, 1989
    - Dacus segunii White, 2006
    - Dacus seguyi (Munro, 1984)
    - Dacus semisphaereus Becker, 1903
    - Dacus senegalensis White, 2009
    - Dacus serratus (Munro, 1984)
    - Dacus setilatens Munro, 1984
    - Dacus siamensis Drew & Hancock, 1998
    - Dacus signatifrons (May, 1956)
    - Dacus siliqualactis Munro, 1939
    - Dacus sinensis Wang, 1990
    - Dacus solomonensis Malloch, 1939
    - Dacus sphaeristicus Speiser, 1910
    - Dacus sphaeroidalis (Bezzi, 1916)
    - Dacus sphaerostigma (Bezzi, 1924)
    - Dacus spissus Munro, 1984
    - Dacus stentor Munro, 1929
    - Dacus stylifer (Bezzi, 1919)
    - Dacus subsessilis (Bezzi, 1919)
    - Dacus succaelestis Ito, 2011
    - Dacus taui Drew & Romig, 200
    - Dacus telfaireae (Bezzi, 1924)
    - Dacus temnopterus Bezzi, 1928
    - Dacus tenebricus Munro, 1938
    - Dacus tenebrosus Drew & Hancock, 1998
    - Dacus theophrastus Hering, 1941
    - Dacus transitorius Collart, 1935
    - Dacus transversalis White, 2009
    - Dacus triater Munro, 1937
    - Dacus trigonus Bezzi, 1919
    - Dacus trimacula Wang, 1990
    - Dacus triquetrus Drew & Romig, 2013
    - Dacus umbeluzinus (Munro, 1984)
    - Dacus umbrilatus Munro, 1938
    - Dacus umehi White, 2006
    - Dacus unicolor (Hendel, 1927)
    - Dacus velutifrons White, 2009
    - Dacus venetatus Munro, 1939
    - Dacus vertebratus Bezzi, 1908
    - Dacus vespiformis (Hendel, 1927)
    - Dacus vestigivittatus White, 2009
    - Dacus viator Munro, 1939
    - Dacus vijaysegarani Drew & Hancock, 1998
    - Dacus vittatus (Hardy, 1974)
    - Dacus wallacei White, 1998.
    - Dacus woodi Bezzi, 1917.
    - Dacus xanthaspis (Munro, 1984)
    - Dacus xanthinus White, 2009
    - Dacus xanthopterus (Bezzi, 1915)
    - Dacus xanthopus Bezzi, 1924
    - Dacus yangambinus Munro, 1984
    - Dacus yaromi White, 2009
    - Dacus yemenensis White, 2006

  - Geslacht Monacrostichus Bezzi
    - Monacrostichus citricola (Bezzi, 1913)
    - Monacrostichus malaysiae Drew & Hancock, 1994

  - Geslacht Zeugodacus Hendel
    - Zeugodacus abdoangustus (Drew, 1972)
    - Zeugodacus abdoaurantiacus (Drew, 1989)
    - Zeugodacus abdopallescens (Drew, 1971)
    - Zeugodacus ablepharus (Bezzi, 1919)
    - Zeugodacus abnormis (Hardy, 1982)
    - Zeugodacus absolutus (Walker, 1861)
    - Zeugodacus aithonota (Drew & Romig, 2013)
    - Zeugodacus alampetus (Drew, 1989)
    - Zeugodacus ambiguus (Shiraki, 1933)
    - Zeugodacus amoenus (Drew, 1972)
    - Zeugodacus anala (Chen & Zhou, 2013)
    - Zeugodacus anchitrichotus (Drew, 1989)
    - Zeugodacus angusticostatus (Drew, 1989)
    - Zeugodacus angustifinis (Hardy, 1982)
    - Zeugodacus apicalis (de Meijere, 1911)
    - Zeugodacus apiciflavus (Yu He & Chen, 2011)
    - Zeugodacus apicofemoralis (Drew & Romig, 2013)
    - Zeugodacus areolatus (Walker, 1861)
    - Zeugodacus arisanicus Shiraki, 1933
    - Zeugodacus armillatus (Hering, 1938)
    - Zeugodacus assamensis White, 1999
    - Zeugodacus atrichus (Bezzi, 1919)
    - Zeugodacus atrifacies (Perkins, 1938)
    - Zeugodacus atrisetosus (Perkins, 1939)
    - Zeugodacus atypicus (White & Evenhuis, 1999)
    - Zeugodacus aurantiventer (Drew, 1989)
    - Zeugodacus bakeri (Bezzi, 1919)
    - Zeugodacus baliensis (Drew & Romig, 2013)
    - Zeugodacus baoshanensis (Zhang, Ji, Yang & Chen, 2011)
    - Zeugodacus biguttatus (Bezzi, 1916)
    - Zeugodacus binoyi (Drew, 2002)
    - Zeugodacus bogorensis (Hardy, 1983)
    - Zeugodacus borongensis (Drew & Romig, 2013)
    - Zeugodacus brachus (Drew, 1972).
    - Zeugodacus brevipunctatus (David & Hancock, 2017)
    - Zeugodacus brevivitta (Drew & Romig, 2013)
    - Zeugodacus buruensis (White, 1999)
    - Zeugodacus buvittatus (Drew, 1989)
    - Zeugodacus calumniatus (Hardy, 1970)
    - Zeugodacus careomacula (Drew & Romig, 2013)
    - Zeugodacus caudatus (Fabricius, 1805)
    - Zeugodacus choristus (May, 1962)
    - Zeugodacus cilifer (Hendel, 1912)
    - Zeugodacus citrifuscus (Drew & Romig, 2013)
    - Zeugodacus citroides (Drew, 1989)
    - Zeugodacus complicatus (White, 1999)
    - Zeugodacus connexus (Hardy, 1982)
    - Zeugodacus cucumis (French, 1907)
    - Zeugodacus cucurbitae (Coquillett, 1899)
      - = Dacus cucurbitae Coquillett, 1899

    - Zeugodacus curtus (Drew, 1972)
    - Zeugodacus daclaciae (Drew & Romig, 2013)
    - Zeugodacus daulus (Drew, 1989)
    - Zeugodacus decipiens (Drew, 1972)
    - Zeugodacus depressus (Shiraki, 1933)
    - Zeugodacus diaphoropsis (Hering, 1952)
    - Zeugodacus diaphorus (Hendel, 1915)
    - Zeugodacus dissidens (Drew, 1989)
    - Zeugodacus disturgidus (Yu, Deng & Chen, 2012)
    - Zeugodacus diversus (Coquillett, 1904)
    - Zeugodacus dorsirufus (Drew & Romig, 2013)
    - Zeugodacus dubiosus (Hardy, 1982)
    - Zeugodacus duplicatus (Bezzi, 1916)
    - Zeugodacus elegantulus (Hardy, 1974)
    - Zeugodacus emarginatus (Perkins, 1939)
    - Zeugodacus emittens (Walker, 1860)
    - Zeugodacus eurylomatus (Hardy, 1982)
    - Zeugodacus exornatus (Hering, 1941)
    - Zeugodacus fallacis (Drew, 1972)
    - Zeugodacus fereuncinatus (Drew & Romig, 2013)
    - Zeugodacus flavipilosus (Hardy, 1982)
    - Zeugodacus flavolateralis (Drew & Romig, 2013)
    - Zeugodacus flavopectoralis (Hering, 1953)
    - Zeugodacus flavoverticalis (Drew & Romig, 2013)
    - Zeugodacus freidbergi (White, 1999)
    - Zeugodacus fulvipes (Perkins, 1938)
    - Zeugodacus fulvoabdominalis (White & Evenhuis, 1999)
    - Zeugodacus fuscipennulus (Drew & Romig, 2001)
    - Zeugodacus fuscoalatus (Drew & Romig, 2013)
    - Zeugodacus gavisus (Munro, 1935)
    - Zeugodacus gracilis (Drew, 1972)
    - Zeugodacus hamaceki (Drew & Romig, 2001)
    - Zeugodacus hancocki (Drew & Romig, 2013)
    - Zeugodacus hatyaiensis (Drew & Romig, 2013)
    - Zeugodacus havelockiae (Drew & Romig, 2013)
    - Zeugodacus heinrichi (Hering, 1941)
    - Zeugodacus hekouanus (Yu He & Yang, 2011)
    - Zeugodacus hengsawadae (Drew & Romig, 2013)
    - Zeugodacus hoabinhiae (Drew & Romig, 2013)
    - Zeugodacus hochii (Zia, 1936)
    - Zeugodacus hodgsoniae (Drew & Romig, 2013)
    - Zeugodacus hoedi (White, 1999)
    - Zeugodacus hululangatiae (Drew & Romig, 2013)
    - Zeugodacus incisus (Walker, 1861)
    - Zeugodacus indentus (Hardy, 1974)
    - Zeugodacus infestus (Enderlein, 1920)
    - Zeugodacus iriomotiae (Drew & Romig, 2013)
    - Zeugodacus ishigakiensis (Shiraki, 1933)
    - Zeugodacus isolatus (Hardy, 1973)
    - Zeugodacus javadicus (Mahmood, 1999)
    - Zeugodacus javanensis (Perkins, 1938)
    - Zeugodacus juxtuncinatus (Drew & Romig, 2013)
    - Zeugodacus kaghanae (Mahmood, 1999)
    - Zeugodacus khaoyaiae (Drew & Romig, 2013)
    - Zeugodacus laguniensis (Drew & Romig, 2013)
    - Zeugodacus lipsanus (Hendel, 1915)
    - Zeugodacus liquidus (Drew & Romig, 2013)
    - Zeugodacus longicaudatus (Perkins, 1938)
    - Zeugodacus longivittatus (Chua & Ooi, 1998)
    - Zeugodacus luteicinctutus (Ito, 2011)
    - Zeugodacus macrophyllae (Drew & Romig, 2013)
    - Zeugodacus macrovittatus (Drew, 1989)
    - Zeugodacus maculatus (Perkins, 1938)
    - Zeugodacus maculifacies (Hardy, 1973)
    - Zeugodacus maculifemur (Hering, 1938)
    - Zeugodacus magnicauda (White & Evenhuis, 1999)
    - Zeugodacus melanofacies (Drew & Romig, 2013)
    - Zeugodacus melanopsis (Hardy, 1982)
    - Zeugodacus menglanus (Yu Liu & Yang, 2011)
    - Zeugodacus mesonotaitha (Drew, 1989)
    - Zeugodacus minimus (Hering, 1952)
    - Zeugodacus montanus (Hardy, 1983)
    - Zeugodacus mukiae (Drew & Romig, 2013)
    - Zeugodacus mundus (Bezzi, 1919)
    - Zeugodacus nakhonnayokiae (Drew & Romig, 2013)
    - Zeugodacus namlingiae (Drew & Romig, 2013)
    - Zeugodacus neoelegantulus (White, 1999)
    - Zeugodacus neoemittens (Drew & Romig, 2013)
    - Zeugodacus neoflavipilosus (Drew & Romig, 2013)
    - Zeugodacus neolipsanus (Drew & Romig, 2013)
    - Zeugodacus neopallescentis (Drew, 1989)
    - Zeugodacus nigrifacies (Shiraki, 1933)
    - Zeugodacus ochrosterna (Drew & Romig, 2013)
    - Zeugodacus okunii (Shiraki, 1933)
    - Zeugodacus pahangiae (Drew & Romig, 2013)
    - Zeugodacus pantabanganiae (Drew & Romig, 2013)
    - Zeugodacus papuaensis (Malloch, 1939)
      - = Dacus papuaensis Malloch, 1939

    - Zeugodacus paululus (Drew, 1989)
    - Zeugodacus pemalangiae (Drew & Romig, 2013)
    - Zeugodacus perplexus (Walker, 1862)
    - Zeugodacus perpusillus (Drew, 1971)
    - Zeugodacus persignatus (Hering, 1941)
    - Zeugodacus platamus (Hardy, 1973)
    - Zeugodacus proprescutellatus (Zhang Che & Gao, 2011)
    - Zeugodacus pubescens (Bezzi, 1919)
    - Zeugodacus purus (White, 1999)
    - Zeugodacus quasiinfestus (Drew & Romig, 2013)
    - Zeugodacus reflexus (Drew, 1971)
    - Zeugodacus rubellus (Hardy, 1973)
    - Zeugodacus sabahensis (Drew & Romig, 2013)
    - Zeugodacus sandaracinus (Drew, 1989)
    - Zeugodacus sasaotiae (Drew & Romig, 2013)
    - Zeugodacus scutellaris (Bezzi, 1913)
    - Zeugodacus scutellarius (Bezzi, 1916)
    - Zeugodacus scutellatus (Hendel, 1912)
    - Zeugodacus scutellinus (Bezzi, 1916)
    - Zeugodacus semisurstyli (Drew & Romig, 2013)
    - Zeugodacus semongokensis (Drew & Romig, 2013)
    - Zeugodacus sepikae (Drew, 1989)
    - Zeugodacus signatifer (Tryon, 1927)
    - Zeugodacus signatus (Hering, 1941)
    - Zeugodacus sinensis (Yu Bai & Chen, 2011)
    - Zeugodacus singularis (Drew, 1989)
    - Zeugodacus sonlaiae (Drew & Romig, 2013)
    - Zeugodacus speciosus (Drew & Romig, 2013)
    - Zeugodacus spectabilis (Drew & Romig, 2013)
    - Zeugodacus strigifinis (Walker, 1861)
    - Zeugodacus sumbensis (Hering, 1953)
    - Zeugodacus surrufulus (Drew, 1989)
    - Zeugodacus synnephes (Hendel, 1913)
    - Zeugodacus tapervitta (Mahmood, 1999)
    - Zeugodacus tappanus (Shiraki, 1933)
    - Zeugodacus tau (Walker, 1849)
    - Zeugodacus tebeduiae (Drew & Romig, 2013)
    - Zeugodacus timorensis (Perkins, 1939)
    - Zeugodacus transversus (Hardy, 1982)
    - Zeugodacus triangularis (Drew, 1968)
    - Zeugodacus trichosanthes (Drew & Romig, 2013)
    - Zeugodacus trichotus (May, 1962)
    - Zeugodacus tricuspidatae (Drew & Romig, 2013)
    - Zeugodacus trilineatus (Hardy, 1955)
    - Zeugodacus trimaculatus (Hardy & Adachi, 1954)
    - Zeugodacus trivandrumensis (Drew & Romig, 2013)
    - Zeugodacus ujungpandangiae (Drew & Romig, 2013)
    - Zeugodacus uncinatus (Drew & Romig, 2013)
    - Zeugodacus unilateralis (Drew, 1989)
    - Zeugodacus univittatus (Drew, 1972)
    - Zeugodacus urens (White, 1999)
    - Zeugodacus vargus (Hardy, 1982)
    - Zeugodacus vinnulus (Hardy, 1973)
    - Zeugodacus vultus (Hardy, 1973)
    - Zeugodacus waimitaliae (Drew & Romig, 2013)
    - Zeugodacus watersi (Hardy, 1954)
    - Zeugodacus whitei (Drew & Romig, 2013)
    - Zeugodacus yalaensis (Drew & Romig, 2013)
    - Zeugodacus yoshimotoi (Hardy, 1973)
    - Zeugodacus zahadi (Mahmood, 1999)
- Tribus Gastrozonini
  - Geslacht Acroceratitis
  - Geslacht Acrotaeniostola
  - Geslacht Anoplomus
  - Geslacht Bistrispinaria
  - Geslacht Carpophthorella
  - Geslacht Ceratitoides
  - Geslacht Chaetellipsis
  - Geslacht Chelyophora
  - Geslacht Clinotaenia
  - Geslacht Cyrtostola
  - Geslacht Dietheria
  - Geslacht Enicoptera
  - Geslacht Galbifascia
  - Geslacht Gastrozona
  - Geslacht Ichneumonopsis
  - Geslacht Leucotaeniella
  - Geslacht Paragastrozona
  - Geslacht Paraxarnuta
  - Geslacht Phaeospila
  - Geslacht Phaeospilodes
  - Geslacht Proanoplomus
  - Geslacht Rhaibophleps
  - Geslacht Sinanoplomus
  - Geslacht Spilocosmia
  - Geslacht Taeniostola
  - Geslacht Xanthorrachis